# Gerben Thijssen
Gerben Thijssen (Genk, 21 de junio de 1998) es un deportista belga que compite en ciclismo en las modalidades de pista y ruta.
Ganó una medalla de oro en el Campeonato Europeo de Ciclismo en Pista de 2017, en la carrera por eliminación. En carretera sus victorias más importantes las obtuvo en el Tour de Limburgo de 2023 y el Circuito de Houtland de 2023.

## Medallero internacional
| Campeonato Europeo | Campeonato Europeo | Campeonato Europeo | Campeonato Europeo |
| Año                | Lugar              | Medalla            | Competición        |
| ------------------ | ------------------ | ------------------ | ------------------ |
| 2017               | Berlín (Alemania)  | Medalla de oro     | Eliminación        |

## Palmarés
2017
- Gran Premio Stad Sint-Niklaas
- 1 etapa del Tour de Olympia

2019
- 1 etapa del Tour de Eure y Loir
- 1 etapa de la París-Arrás Tour
- Memorial Philippe Van Coningsloo

2022
- 1 etapa de los Cuatro Días de Dunkerque
- 1 etapa del Tour de Polonia
- Gooikse Pijl

2023
- Gran Premio Jean-Pierre Monseré
- Bredene Koksijde Classic
- Tour de Limburgo
- Circuito de Houtland

2024
- Trofeo Palma
- 1 etapa de la Vuelta al Algarve

## Resultados en Grandes Vueltas
| Carrera | Carrera         | 2019 | 2020 | 2021 | 2022 | 2023 | 2024 | 2025  |
| ------- | --------------- | ---- | ---- | ---- | ---- | ---- | ---- | ----- |
|         | Giro de Italia  | —    | —    | —    | —    | —    | —    | 157.º |
|         | Tour de Francia | —    | —    | —    | —    | —    | Ab.  | —     |
|         | Vuelta a España | —    | Ab.  | —    | Ab.  | —    | —    | —     |

| —: No participó | Ab: Abandono |